# Grandas de Salime
Grandas de Salime est une commune (concejo aux Asturies) située dans la communauté autonome des Asturies en Espagne.
Le barrage de Salime, inauguré en 1954 et construit sur la rivière Navia, est l'un des symboles de la commune et de la région.
La commune est également connue pour être une étape du chemin de Saint-Jacques-de-Compostelle, elle en constitue le dernier tronçon asturien primitif avant d'entrer en Galice par le col de Puerto del Acebo.
C'est l'une des communes où l'on parle l'éonavien (ou l'asturien-galicien).

## Paroisses civiles
Selon la nomenclature de 2010, la commune de Grandas de Salime est divisée en 7 paroisses.
- Grandas de Salime : à-peu-près 760 habitants
- La Mesa (A Mesa) : une trentaine d'habitants
- Negueira : une vingtaine d'habitants
- Peñafuente (Penafonte) : 87 habitants
- Trabada : 72 habitants
- Villarpedre : 5 habitants